# Cratère d'Ouarkziz
 (décembre 2018).
Si vous disposez d'ouvrages ou d'articles de référence ou si vous connaissez des sites web de qualité traitant du thème abordé ici, merci de compléter l'article en donnant les références utiles à sa vérifiabilité et en les liant à la section « Notes et références ».
Le cratère d'Ouakziz est un cratère météoritique situé en Algérie, près de la frontière marocaine, à l'extrémité orientale du Djebel Ouarkziz.
Son diamètre est de 3,5 km et on estime que son âge est inférieur à 70 millions d'années (Crétacé, ou plus récent).